# Eider cu ochelari
Eiderul cu ochelari (Somateria fischeri) este o rață mare care se reproduce pe coastele din Alaska și nord-estul Siberiei. Este un vizitator foarte rar în Europa, cu trei înregistrări, toate în Norvegia. Numărul speciilor este în scădere, iar IUCN o clasifică drept specie aproape amenințată.
Numele binomial îl comemorează pe omul de știință german Johann Fischer von Waldheim.

## Galerie

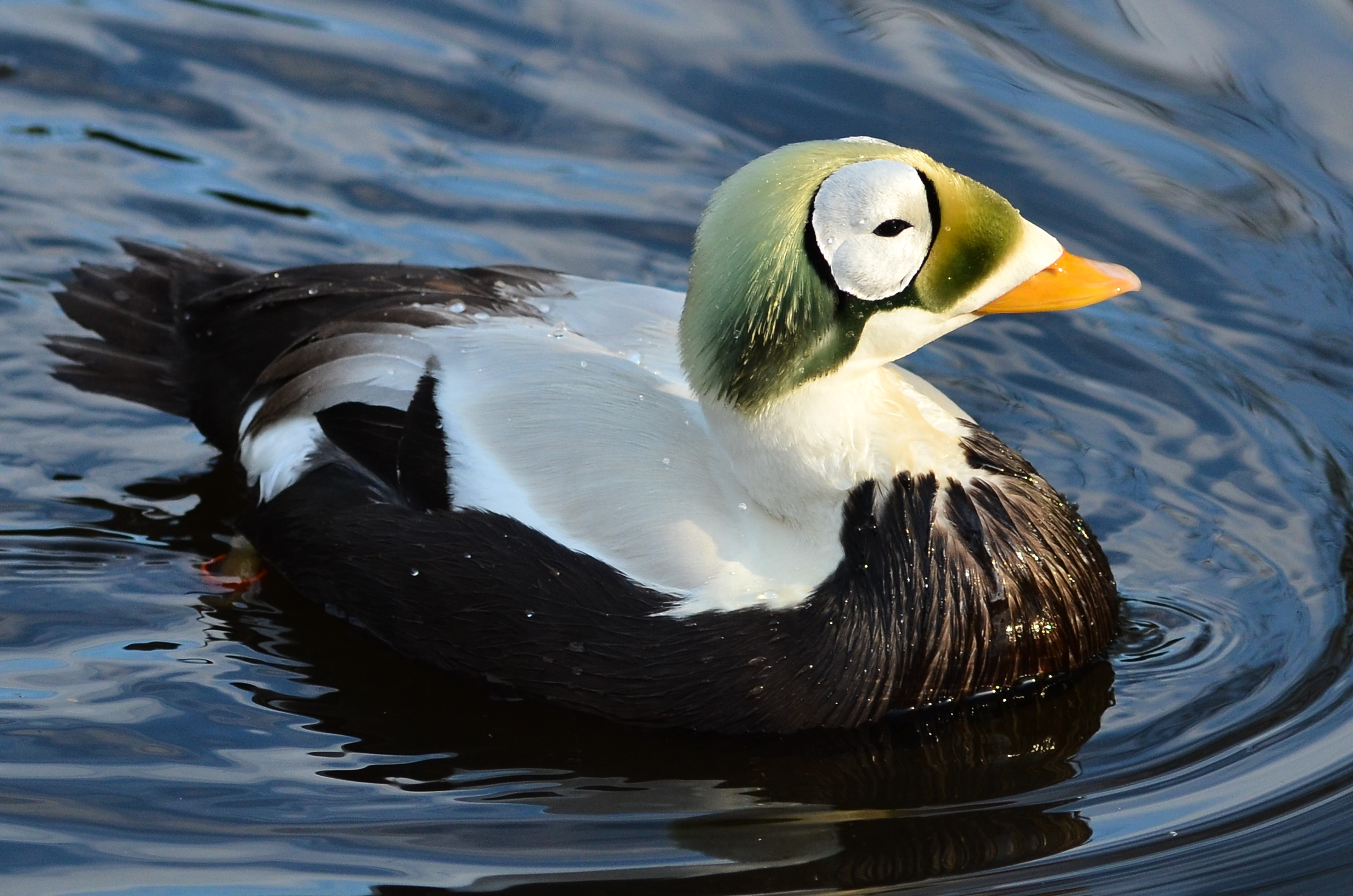
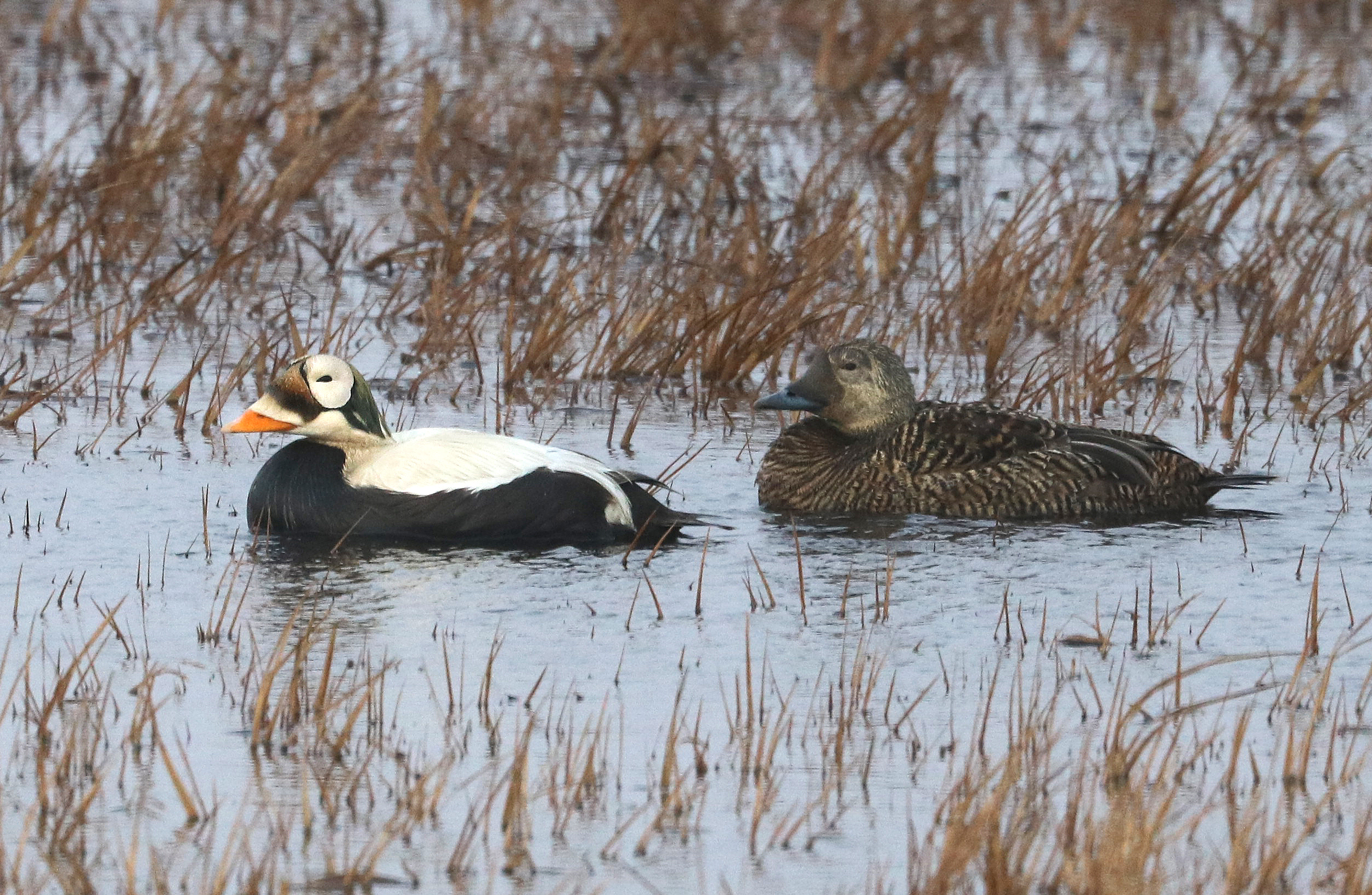
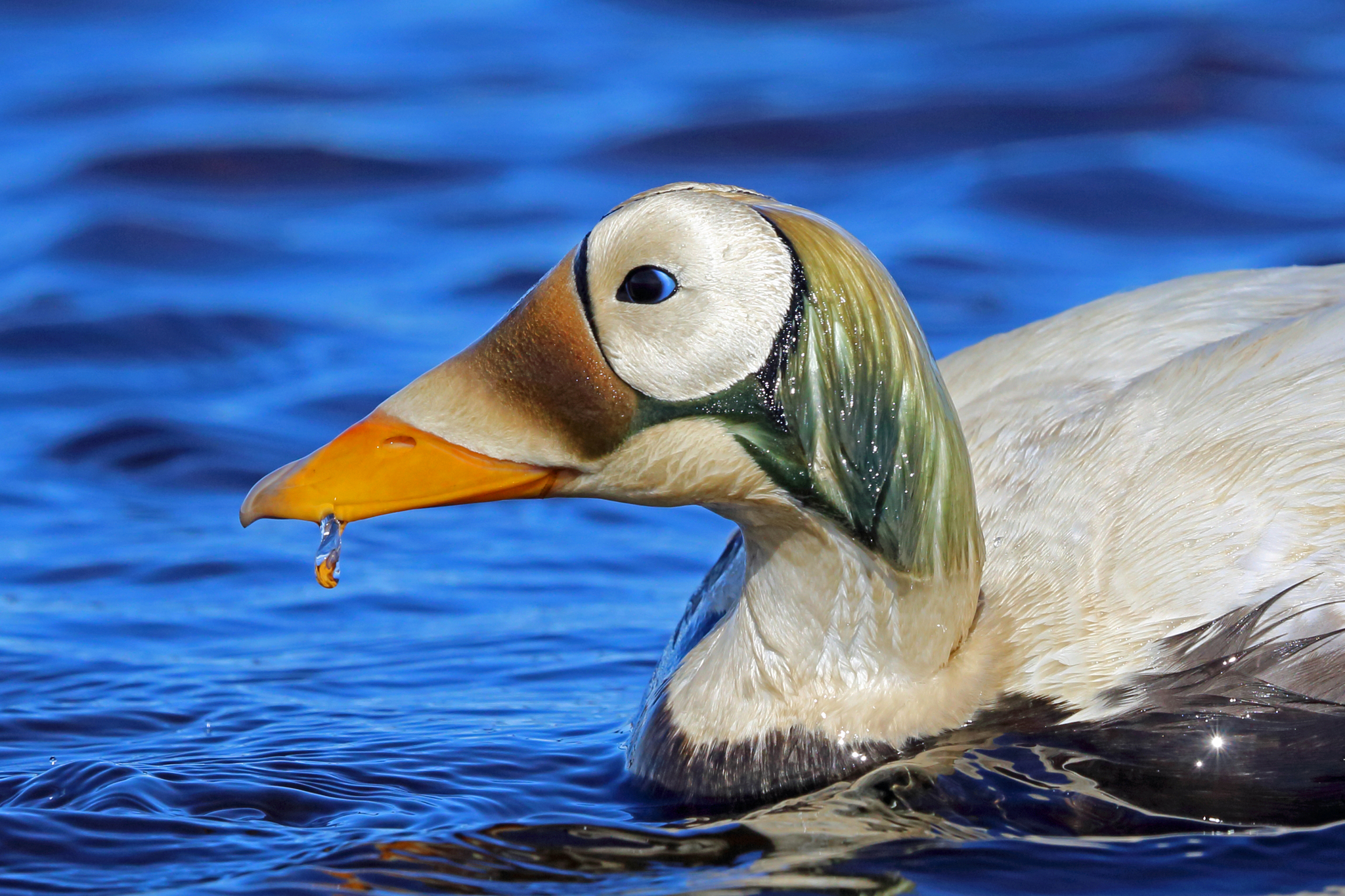